# 小行星1523
小行星1523（1523 Pieksamaki）是一颗围绕太阳公转的小行星。1939年1月18日，爾約·維薩拉在图尔库发现了此天体。
該小行星以芬蘭的城市皮耶克賽邁基命名。
这颗小行星的绝对星等为187.6343172304154等。